# Ermanno Colombo
Ermanno Colombo (ur. 29 sierpnia 1960) – włoski lekkoatleta specjalizujący się w biegach sprinterskich.
Największy sukces na arenie międzynarodowej odniósł w 1979 r. w Bydgoszczy, zdobywając podczas mistrzostw Europy juniorów brązowy medal w biegu sztafetowym 4 x 100 metrów.